# Kristians Tonny
Tonny Kristians (Amsterdam, 13 september 1907 - Parijs, 20 juni 1977) bekend als Kristians Tonny, doorgaans Tonny genoemd, was een surrealistische schilder en tekenaar met een actieve carrière van de jaren 20 tot in de jaren 70 van de 20e eeuw.
De familie Kristians verhuisde van Amsterdam naar Parijs in 1913. Tonny begon al heel jong te tekenen en te schilderen en werd hierin aangemoedigd door zijn vader. Daardoor had hij al op zijn twaalfde zijn eerste expositie en wist hij in 1929 door te breken als avant-gardekunstenaar. Later in zijn leven had hij te kampen met tegenslagen in zijn persoonlijk leven en in zijn carrière, met als resultaat een sterk verminderde interesse in zijn werk.

## Jeugd
Zijn vader, de Nederlandse kunstschilder A.J. Kristians, herkende het talent van zijn zoon al vroeg, stimuleerde hem en liet hem in het atelier helpen. Zijn ouders namen hem ook overal mee naartoe en lieten hem kennismaken met onder andere het Parijse straatleven, de cabarets en de cinema. Hieruit putte hij inspiratie voor zijn latere werk.
Hij werd beschouwd als wonderkind en kreeg al snel bekendheid met als resultaat zijn eerste expositie in 1920 in de Parijse galerie Mouninou. in  In 1924 volgde de eerste expositie in Nederland in de Amsterdamse kunstenaarssociëteit De Kring.
Vanaf ongeveer zijn vijftiende jaar bezocht Tonny ook regelmatig het atelier van de tekenaar en aquarellist Jules Pascin. Hoewel niet formeel een leerling van Pascin leerde hij de door hem bedachte transfertechniek, een blinde tekentechniek als experiment in vrije expressie. Kristians Tonny ontwikkelde deze techniek verder tot een heel eigen methode.

## Leven en carrière tot en met 1939
In 1925 nam Tonny deel aan de eerste grote surrealistische expositie, de Exposition Surréaliste bij Galerie Pierre in Parijs. Daarna werd hij al snel als gevestigd kunstenaar beschouwd, die goede kritieken kreeg en wiens werk door serieuze verzamelaars werd aangekocht.
Hij was bevriend met Gertrude Stein, de Amerikaanse dichteres, schrijfster en verzamelaar van moderne kunst, van wie hij in 1930 een portret schilderde, als tweede kunstenaar na Pablo Picasso. Stein moedigde hem aan een atelier te huren met een langdurig contract. Een hevige ruzie leidde tot een breuk tussen hen beiden en hij besloot om naar Tanger in Marokko te vertrekken. Na ongeveer een jaar keerde hij terug naar Europa. Hij verbleef eerst afwisselend in Frankrijk en in Nederland en keerde uiteindelijk definitief terug naar Parijs.
Begin 1937 reisde hij, pas getrouwd, samen met zijn eerste vrouw Marie Claire Ivanoff en in gezelschap van de auteur Paul Bowles en diens toekomstige vrouw, de schrijfster Jane Auer, eerst naar de Verenigde Staten en daarna verder naar Mexico en Guatemala. In de Verenigde Staten was zijn werk te zien in verschillende exposities. Hij verkocht werk aan verzamelaars en musea, en kreeg opdracht voor een serie muurschilderingen in een theater in Hartford, Connecticut.
De reis naar Mexico betekende voor hem de vervulling van een lang gekoesterde wens en het Mexicaanse landschap zou hierna nooit meer uit zijn werk verdwijnen. De reis vormde voor hem een keerpunt in zijn ontwikkeling als kunstenaar.
In de late jaren 1930 werden er in een aantal grote Europese steden surrealistische exposities gehouden en Kristians Tonny was samen met Georges Hugnet nauw betrokken bij de eerste grote surrealistische tentoonstelling in Nederland, die werd gehouden in de Amsterdamse galerie van zijn ouders, Galerie Robert. Alhoewel een belangrijk evenement, was de expositie geen onverdeeld succes. De reden hiervoor was dat er met uitzondering van Kristians Tonny geen Nederlandse surrealisten (zoals J.H. Moesman en Willem Wagenaar) waren uitgenodigd, eenvoudigweg omdat Georges Hugnet niet geloofde dat er, met uitzondering van Kristians Tonny, Nederlandse surrealisten bestonden. Onder degenen die wel deelnamen waren onder andere André Breton, Max Ernst, Paul Éluard, Hugnet zelf, E.L.T. Mesens en Roland Penrose. Een en ander leidde uiteindelijk tot het uitblijven van grote belangstelling in Nederland voor het surrealisme tot in de jaren 1960, hetgeen Tonny later, na zijn terugkeer naar Nederland in 1949 nog veel hinder zou opleveren bij het vinden van een geschikt publiek voor zijn werk.

## Leven en carrière na 1939
Gedurende de Tweede Wereldoorlog verbleef Tonny de meeste tijd in het zuiden van Frankrijk. Hij en zijn vrouw probeerden naar de Verenigde Staten te emigreren maar de reis ging, ondanks dat aan alle formaliteiten voldaan was, zowel om financiële als om politieke redenen niet door. Hij nam gedurende de oorlog wel deel aan exposities in Monte Carlo, met in 1942 zelfs een solo-expositie.
In 1944 kon hij terugkeren naar Parijs waar hij de draad van zijn vooroorlogse bestaan weer oppakte. Hij verkocht werk, maakte illustraties voor boeken en maakte muurschilderingen in het nieuwgebouwde casino in Saint Malo. Gescheiden van zijn vrouw Marie Claire leefde hij samen met Françoise Henry met wie hij twee dochters kreeg. Toch ondervond hij moeilijkheden, met name doordat de Parijse kunstscene van voor de oorlog niet meer bestond. Ook privékwesties leidden tot een periode waarin hij aan zware depressies leed.
Na zijn meer dan dertigjarig verblijf in het buitenland vestigde hij zich in 1949 in Amsterdam en trouwde voor de tweede keer, nu met Eeke van der Schaaf. Uit dit huwelijk werd één dochter geboren. Hij leidde in Nederland een teruggetrokken bestaan en bleek nauwelijks in staat contact te krijgen met de Nederlandse kunstwereld, hetgeen voor een deel te wijten was aan de geringe interesse voor het surrealisme dat er in die tijd in Nederland bestond.
Ondanks dat bleef hij tot enkele jaren voor zijn dood zeer productief en maakte hij in deze jaren volgens sommige beschouwers zijn beste werk. Door het uitblijven van weerklank op zijn werk raakte hij in vergetelheid, hetgeen ook na zijn overlijden nauwelijks veranderde.
In 1977 stierf Tonny in Parijs als gevolg van een onbehandelde longontsteking.